# Love
Love (stilizat ca LOVE) este cel de-al treilea mini album al cântăreței japoneze Ayumi Hamasaki lansat pe 08 noiembrie 2012 de către casa de discuri Avex Trax în Japonia. A fost lansat în trei ediții -  și o ediție limitată Tales of Xillia 2.

## Informații
Love este prima din cele cinci lansări consecutive (in fiecare lună pe data de 08) menite să celebreze cea de-a cinsprezecea aniversare în industria muzicală a lui Hamasaki. Conține trei melodii noi : "Song 4 U", "Missing", "Melody". Pe acest mini album sunt de asemenea incluse remixuri ale melodiilor "Song 4 U", "Missing", "Melody" și "You & Me" dar și trei instrumentale ale melodiilor noi. Este inclus de asemenea și instrumentalul melodiei "You & Me", lansată în luna august 2012 pe compilația "A Summer Best".

## Lista cu melodii
Toate versurile sunt scrise de Ayumi Hamasaki. 
| CD  |                                      |                           |                |         |  |
| Nr. | Titlu                                | Muzică                    | Aranjamente    | Lungime |  |
| 1.  | „Song 4 U” (Original Mix)            | HINATAspring, Yuta Nakano | Yuta Nakano    | 3:51    |  |
| 2.  | „Missing” (Original Mix)             | Kazuhiro Hara             | Yuta Nakano    | 4:58    |  |
| 3.  | „Melody” (Original Mix)              | Yasuhiko Hoshino          | Yuta Nakano    | 5:26    |  |
| 4.  | „Song 4 U” (Orchestra version)       | HINATAspring, Yuta Nakano | Yuta Nakano    | 4:22    |  |
| 5.  | „You & Me” (Remo-con rmx - Extended) | Tetsuya Komuro            | Remo-con       | 7:28    |  |
| 6.  | „You & Me” (Shinichi Osawa remix)    | Tetsuya Komuro            | Shinichi Osawa | 5:01    |  |
| 7.  | „Missing” (Dubscribe remix)          | Kazuhiro Hara             | Dubscribe      | 5:07    |  |
| 8.  | „Melody” (Broken Haze remix)         | Yasuhiko Hoshino          | Broken Haze    | 5:58    |  |
| 9.  | „Song 4 U” (instrumental)            | HINATAspring, Yuta Nakano | Yuta Nakano    | 3:50    |  |
| 10. | „Missing” (instrumental)             | Kazuhiro Hara             | Yuta Nakano    | 4:57    |  |
| 11. | „Melody” (instrumental)              | Yasuhiko Hoshino          | Yuta Nakano    | 5:24    |  |
| 12. | „You & Me” (instrumental)            | Tetsuya Komuro            | Tasuku         | 5:39    |  |

| DVD |                                                     |         |  |
| Nr. | Titlu                                               | Lungime |  |
| 1.  | „Song 4 U” (Videoclip)                              |         |  |
| 2.  | „Missing” (Videoclip)                               |         |  |
| 3.  | „Song 4 U” (Secvențe de la filmările videoclipului) |         |  |

## Clasamente
| Clasament                     | Poziție | Vânzări | Vânzările totale | Durată       |
| ----------------------------- | ------- | ------- | ---------------- | ------------ |
| Clasamentul Oricon Zilnic     | 3       | 21,743  | 94,347           | 12 săptămâni |
| Clasamentul Oricon Săptămânal | 4       | 64,841  | 94,347           | 12 săptămâni |
| Clasamentul Oricon Lunar      | 11      | 86,095  | 94,347           | 12 săptămâni |
| Clasamentul Oricon Anual      | 76      | 88,345  | 94,347           | 12 săptămâni |

Clasamentul G-Music (Taiwan)
| Lansare           | Clasament         | Poziția de vârf | Procentajul vânzărilor | Durată      |
| ----------------- | ----------------- | --------------- | ---------------------- | ----------- |
| 08 noiembrie 2012 | Clasamentul Combo | 4               | 1.82%                  | 2 săptămâni |
| 08 noiembrie 2012 | Clasament japonez | 1               | 16.53%                 | 8 săptămâni |